# Doctor's Orders
Doctor's Orders is de 67e aflevering van de televisieserie Star Trek: Enterprise van 97 afleveringen in totaal. 
Seizoen drie van deze serie heeft één grote verhaallijn, die het gehele seizoen voortduurt (zie seizoen drie), met meerdere plots. Deze aflevering is dus slechts één onderdeel van dit verhaal.

## Verloop van de aflevering
De Enterprise vaart richting de planeet Azati Prime, de vermoedelijke locatie waar een superwapen gebouwd wordt om de mensheid mee uit te roeien. Op deze route bevindt zich echter een transdimensionaal fenomeen (zie ook Harbinger), waar de Enterprise alleen doorheen kan, door iedereen op het schip te verdoven. Omdat Phlox immuun is voor de effecten van het verschijnsel, moet hij het schip veilig door het gebied koersen. Daarom heeft hij training gehad om het schip te opereren gedurende een aantal dagen.
Phlox krijgt steeds meer last van hallucinaties. Hij hoort geluiden die nergens vandaan lijkt te komen, en iedere keer als hij T'Pol haalt om te kijken of zij ook iets hoort, stelt ze niets vast. Later is hij er zeker van dat er andere wezens op het schip zijn. Als hij de status van Hoshi Sato controleert, ziet hij een Xindi-insect in haar hut en vlucht weg. Daarna bewapent hij zichzelf. Nadat hij doorheeft dat hij nog steeds zou kunnen hallucineren, doet hij een medische scan op zichzelf, dat dit bevestigt. T'Pol wil de controle over het schip niet overnemen, omdat ze stelt ook beïnvloed te worden door het fenomeen waar de Enterprise doorheen vliegt.
Op het moment dat het schip al uit het gebied zou moeten zijn, blijkt dat het gebied zodanig groeit, dat het nog 10 weken zal duren voordat het schip buiten gevaar is. Om die reden wil Phlox de Warpmotoren inschakelen; iets waar hij niet voor heeft geleerd. Ondanks dat T'Pol hem niet helpt, lukt het hem de operatie succesvol uit te voeren en zodra de Enterprise uit het gebied is, maakt hij iedereen weer wakker. Dan ziet hij dat T'Pol verdoofd in haar hut ligt; hij had haar aanwezigheid op het schip ook gehallucineerd.

## Achtergrondinformatie
- Deze aflevering heeft alleen scènes op het schip en heeft geen gastacteurs.

## Acteurs

### Hoofdrollen
- Scott Bakula als kapitein Jonathan Archer
- John Billingsley als dokter Phlox
- Jolene Blalock als overste T'Pol
- Dominic Keating als luitenant Malcolm Reed
- Anthony Montgomery als vaandrig Travis Mayweather
- Linda Park als vaandrig Hoshi Sato
- Connor Trinneer als overste Charles "Trip" Tucker III

### Bijrollen

#### Bijrol met vermelding in de aftiteling
geen

#### Bijrol zonder vermelding in de aftiteling
- Mark Correy als Alex
- Daphney Dameraux als een bemanningslid van de Enterprise
- John Jurgens als een bemanningslid van de Enterprise
- Ator Tamras als een bemanningslid van de Enterprise
- John Wan als een bemanningslid van de Enterprise
- Een hond als Porthos

## Links en referenties
- Doctor's Orders op Memory Alpha
- (en)   Doctor's Orders in de Internet Movie Database